# つかえて!コハル
『つかえて!コハル』は、ねことうふによる日本の4コマ漫画作品。『まんがタイムきららMAX』（芳文社）にて2009年7月号から8月号までゲスト掲載後、2009年10月号から2011年1月号まで連載された。単行本は全1巻。2020年6月に、自費出版による電子書籍の新装版が発売された。

## 概要
ハルはなつきに仕える「自称武士」。なつきの身の回りのちょっとした事を武士らしく解決しようとするハルだが、いつもそれが空回りして...
二人の少女のちょっと武士風味な学園生活を描く緩やか4コマ漫画作品。

## 登場人物
初芝小春
通称「ハル」。
ふとしたことからなつきに仕えることを決めて以来、なつきに懐いている少女。
心意気だけは十分なのだが、いつも気持ちだけが空回りしてしまう。
家が武士の家系であるため、武士らしくあろうとするのだが、実際は掃除以外に得意な事が全く無く、逆に仕える筈のなつきの世話になることが多い。
また、実はまだまだ武士の事に詳しいわけでもなく、家も現在は農業をしている。
失敗をする度にはさみを取り出しては切腹をしようとする。
携帯は持っておらず、連絡には鳩を使う。そのため鳩を自在に呼ぶことが出来るという特技はある。
自宅は学校からかなり遠方にあり、電車通学。
小田原菜月
ハルに懐かれた少女で、なんだかんだで面倒見がいい。
あまり友達は多い方ではなく、ハルとも殿と武士のような「主従関係」ではなく「女友達」の関係でいてほしいような描写が多い。
実は腐りかけの漫画を読んでいる。
学校の近くに住んでいるが、地元の商店街はあまり利用していない様子。
乗り物に弱く、30分以上は厳しいらしい。
初芝千秋
ハルの妹で人見知りだが、しっかりした少女。
ハルが家事をほとんど出来ないため、大半の家事を引き受けている。

## 書誌情報
- つかえて!コハル〈芳文社〉まんがタイムKRコミックス 2011年2月11日発売 ISBN 978-4-8322-7987-2
- つかえて!コハル 新装版 2020年6月26日発売 ASIN B08BNWBKHN